# Корсуновка (Харьковская область)
Корсуно́вка (укр. Корсунівка) — село в Валковской городской общине Богодуховского района Харьковской области Украины.
Код КОАТУУ — 6321282004. Население по переписи 2001 г. составляет 120 (57/63 м/ж) человек.

## Географическое положение
Село Корсуновка находится на склонах балки Пустыня, в 5-и км от г. Валки, примыкает к селу Гонтов Яр, рядом проходит автомобильная дорога М-03 (E 40).

## История
- 1690 — дата основания.
- В 1940 году, перед ВОВ, на хуторе Корсуновка были 22 двора.[1]